# پل کنرک
پل کنرک مربوط به دوره قاجار است و در شهرستان بروجن، بخش گندمان، روستای کنرک علیا واقع شده و این اثر در تاریخ ۱۱ مرداد ۱۳۸۴ با شمارهٔ ثبت ۱۲۴۲۵ به‌عنوان یکی از آثار ملی ایران به ثبت رسیده‌است.